# Arnensee
Arnensee är en sjö och ett vattenmagasin i Schweiz.   Den ligger i kantonen Bern, i den sydvästra delen av landet, 60 km söder om huvudstaden Bern. Arnensee ligger 1 523 meter över havet. Arean är 0,46 kvadratkilometer. Den sträcker sig 1,4 kilometer i nord-sydlig riktning, och 0,6 kilometer i öst-västlig riktning.
I omgivningarna runt Arnensee växer i huvudsak blandskog. Runt Arnensee är det ganska glesbefolkat, med 47 invånare per kvadratkilometer.